# Трохофора

Строение трохофоры:
A — эписфера
B — гипосфера
1 — ганглий
2 — султан ресничек
3 — прототрох
4 — метатрох
5 — мезодермальный зачаток
6 — анус
7 — нефридий
8 — кишечник
9 — рот
10 — бластоцель

Трохофо́ра (от греч. τροχός — колесо и φορός — несущий), ловеновская личинка (по имени С. Ловена, впервые описавшего трохофору в 1840 году) — свободно плавающая личинка многощетинковых кольчатых червей (включая эхиурид и сипункулид) и низших моллюсков, имеющая микроскопические размеры.
Характерная особенность трохофоры — наличие поясов ресничных клеток (их в зоологической литературе нередко называют трохами). С трохофорой сходны другие планктонные личинки морских беспозвоночных: мюллеровская личинка ресничных червей-поликлад, пилидий немертин, актинотроха форонид.
Трохофора — типичная планктонная личинка, плавающая при помощи ресничек. Тело её имеет более или менее шаровидную или яйцевидную форму. На переднем (анимальном) полюсе личинки развивается чувствительный теменной султан длинных ресничек, сидящих на группе эктодермальных клеток — теменной пластинке. По экватору личинки расположен характерный предротовой венчик — прототрох. Иногда позади рта развит менее мощный послеротовой венчик. Кишечник начинается ртом посредине брюшной стороны личинки и заканчивается порошицей на её заднем полюсе; он состоит из трех отделов, причем передняя и задняя кишка образуются впячиванием эктодермы, а средняя кишка формируется из энтодермы. Между кишечником и стенкой тела находится первичная полость тела, пересекаемая тонкими мышечными волокнами. По бокам кишечника лежит пара маленьких протонефридиев.
Мезодермальные органы личинки (главным образом мускульные волокна) развиваются из нескольких клеток, лежащих у краев бластопора и называемых мезенхимой. Другой мезедермальный зачаток представлен двумя крупными мезодермальными клетками — первичными мезобластами (иногда их называют телобластами).
После некоторого периода планктонной жизни у трохофоры начинается метаморфоз. Заднее (вегетативное) полушарие личинки значительно вырастает в длину и подразделяется сразу на несколько сегментов. На сегментах развиваются параподии и щетинки. К этому времени обе первичные мезодермальные клетки, усиленно размножаясь, дают два лежащих по бокам кишечника клеточных тяжа — мезодермальные полоски. Вскоре под влиянием наружной сегментации мезодермальные полоски расчленяются на парные группы клеток, так что в каждом сегменте оказывается своя пара мезодермальных клеточных зачатков. Последние сначала компактны, затем в них появляется полость — зачаток вторичной полости тела, а ограничивающая её клеточная стенка есть стенка целомического мешка. В каждом сегменте, таким образом, развивается пара целомических мешков. В процессе метаморфоза часть клеток теменной пластинки трохофоры погружается под покровы и образует головной мозг. На брюшной стороне в виде парного валика эктодермы закладываются брюшные нервные стволы. В дальнейшем они вступают в связь с головным мозгом при помощи окологлоточных коннективов. Из эктодермы развиваются и органы чувств — глаза, пальпы.
Трохофора состоит из трех отделов: головной лопасти, анальной лопасти и зоны роста. В этой области оформляется зона будущего роста личинки. План строения трохофоры на этой стадии напоминает организацию низших червей. Трохофора последовательно превращается в метатрохофору и нектохету. У метатрохофоры в зоне роста образуются личиночные сегменты. Личиночная, или ларвальная, сегментация захватывает только эктодермальные производные: ресничные кольца, протонефридии, зачатки щетиноквых мешков будущих параподий. Нектохета отличается тем, что у неё формируются головной мозг, брюшная нервная цепочка. Щетинки из щетинковых мешков выстланы наружу, оформляется парапордиальный комплекс. Однако число сегментов остается таким же, как у метатрохофоры. Их может быть у разных видов полихет разное число: 3, 7, 13. После некоторой временной паузы начинают формироваться постларвальные сегменты и образуется ювенильная стадия червя. В отличие от ларвальной сегментации постларвальные сегменты у ювенильных форм захватывают производные не только эктодермы, но и мезодермы. При этом в зоне роста телобласты последовательно отделяют зачатки парных целомических мешков, в каждом из которых формируется воронка метанефридия. Вторичная полость тела постепенно вымещает первичную. На границах соприкосновения целомических мешков формируются диссепименты и мезентерий. За счет оставшейся первичной полости тела в просвете мезентерия формируются продольные сосуды кровеносной системы, а в просветах септ — кольцевые. За счет мезодермы формируются мускулатура кожно-мускульного мешка и кишечника, выстилка целома, гонады и целомодукты. Из эктодермы формируются нервная система, каналы метанефридий, передняя и задняя кишка. За счет энтодермы развивается средняя кишка. После завершения метаморфоза развивается взрослое животное с определённым числом сегментов для каждого вида червей.